# Pouzaromyces
Pouzaromyces är ett släkte av svampar. Pouzaromyces ingår i familjen Entolomataceae, ordningen Agaricales, klassen Agaricomycetes, divisionen basidiesvampar och riket svampar.
|              | Entoloma                                 |
|              |                                          |
|              | Leptonia                                 |
|              |                                          |
|              | Eccilia                                  |
|              |                                          |
|              | Clitopilus                               |
|              |                                          |
|              | Pouzarella                               |
|              |                                          |
| Pouzaromyces | \| \| Pouzaromyces myodermus \| \| \| \| |
|              | \| \| Pouzaromyces myodermus \| \| \| \| |
|              | Rhodocybe                                |
|              |                                          |
|              | Richoniella                              |
|              |                                          |
|              | Rhodogaster                              |
|              |                                          |
|              | Calliderma                               |
|              |                                          |
|              | Rhodocybella                             |
|              |                                          |
|              | Pouzaromyces myodermus                   |
|              |                                          |

|  | Pouzaromyces myodermus |
|  |                        |